# Obora u Radobytec
Obora u Radobytec je malá vesnice, část města Mirotice v okrese Písek v Jihočeském kraji. Nachází se asi 3,5 kilometru jihovýchodně od Mirotic. Je zde evidováno 14 adres. V roce 2011 zde trvale žili dva obyvatelé. Zástavba osady těsně sousedí s osadou Obora u Cerhonic, s níž tvoří prakticky jeden urbanistický celek.
Obora u Radobytec leží v katastrálním území Radobytce o výměře 3,95 km².

## Historie
První písemná zmínka o vesnici pochází z roku 1840.

## Obyvatelstvo
| Rok            | 1869 | 1880 | 1890 | 1900 | 1910 | 1921 | 1930 | 1950 | 1961 | 1970 | 1980 | 1991 | 2001 | 2011 | 2021 |
| -------------- | ---- | ---- | ---- | ---- | ---- | ---- | ---- | ---- | ---- | ---- | ---- | ---- | ---- | ---- | ---- |
| Počet obyvatel | 94   | 88   | 76   | 71   | 61   | 52   | 39   | 39   | 40   | 27   | 16   | 12   | 9    | 2    | 10   |
| Počet domů     | 10   | 12   | 12   | 12   | 12   | 12   | 12   | 12   | 12   | 10   | 7    | 8    | 13   | 13   | 12   |

## Obecní správa
Při sčítání lidu v letech 1850–1960 Obora u Radobytec byla osadou obce Radobytce v okrese Písek. V letech 1961–1980 byla částí obce Cerhonice v okrese Písek. Od 1. ledna 1981 do 23. listopadu 1990 byla částí města Mirotice v okrese Písek. Od 24. listopadu 1990 do 31. prosince 2000 byla znovu částí obce Cerhonice v okrese Písek. Od 1. ledna 2001 je opět částí města Mirotice v okrese Písek.

## Pamětihodnosti
- Návesní kaple zasvěcená svatému Václavu je z roku 1908.[10]
- Na kapli je upevněná deska se jmény padlých v první světové válce.
- Před návesní kaplí se nalézá v ohrádce na vysokém, reliéfně zdobeném kamenném soklu litinový kříž.

## Osobnosti
- Rosa Vůjtěchová – zakladatelka kongregace Sester těšitelek a její představená
- Angela Vůjtěchová - česká řeholnice